# ناوچه کلاس لافیت
ناوچه کلاس لافیت (به انگلیسی: La Fayette-class frigate) یک کلاس از کشتی است که طول آن ۱۲۵ متر (۴۱۰ فوت) می‌باشد.